# Sydney Olympic
Der Sydney Olympic Football Club ist ein australischer Fußballverein aus Sydney, der lange Zeit in der National Soccer League (NSL) vertreten war und heute in der New South Wales Premier League spielt.
Der Verein wurde 1958 als Pan Hellenic Soccer Club von griechischen Einwanderern gegründet. Als Gründungsmitglied der NSL änderte der Verein 1977 seinen Namen in Sydney Olympic. Außer in der Saison 1979/80, in der man in die New South Wales First Division abgestiegen war, gehörte die Mannschaft bis 2004 der höchsten australischen Spielklasse an.
In den 1980er Jahren gewann man zweimal den NSL-Pokal (1983, 1985) und stand mehrfach im Grand Final der NSL, das man 1990 erstmals gewinnen konnte. Die 1990er Jahre verliefen weniger erfolgreich. Zwischen 2001 und 2003 nannte sich der Verein Olympic Sharks. In der Saison 2001/02 konnte man den NSL-Titel gegen  Perth Glory gewinnen, in der darauf folgenden Spielzeit verlor man im Finalspiel gegen denselben Gegner. Seit der Auflösung der NSL 2004 spielt Sydney Olympic in der New South Wales Premier League.

## Erfolge
- Meister der NSL: 1990, 2002
- Vizemeister der NSL: 1984, 1986, 1989, 2003
- NSL-Pokalsieger: 1983, 1985
- NSW-Meister: 2011

## Spieler
- Agenor Muniz (1973–74)
- Tim Cahill (1994–1996)
- Brett Emerton (1996–2000)
- Jason Culina (1998–1999)
- Ian Rush (1999–2000)
- Clint Bolton (2001–2003)
- Glen Moss (2003–2004)